# Митчелл, Хью
Это — статья об актёре. Об офицере см. Митчелл, Хью Генри.
Хью Уи́льям Ми́тчелл (англ. Hugh William Mitchell; род. 7 сентября 1989, Уинчестер, Англия, Великобритания) — английский актёр.

## Биография
Хью Уильям Митчелл родился 7 сентября 1989 года в Уинчестере (Англия, Великобритания). У Хью есть две сестры — Джоанна Митчелл и Кэтрин Митчел.
В 1999—2003 года Хью обучался в «The Pilgrims' School». После окончания средней школы Митчелл обучался в «King Edward VI School, Southampton». В 2003—2006 года он обучался в «Peter Symonds College».

## Карьера
Хью дебютировал в кино в 2002 году, сыграв роль Колина Криви в фильме «Гарри Поттер и тайная комната». Всего Митчелл сыграл в 16-ти фильмах и телесериалах.
Также Хью является певцом, исполнил и написал песни к нескольким фильмам.

## Избранная фильмография
| Год  |    | Русское название                          | Оригинальное название                     | Роль                      |
| ---- | -- | ----------------------------------------- | ----------------------------------------- | ------------------------- |
| 2002 | ф  | Гарри Поттер и тайная комната             | Harry Potter and the Chamber of Secrets   | Колин Криви               |
| 2003 | с  | Генрих VIII (телесериал)                  | Henry VIII                                | Эдуард VI                 |
| 2005 | тф | Школьные годы Тома Брауна                 | Tom Brown's Schooldays                    | Грин                      |
| 2006 | ф  | Код да Винчи                              | The Da Vinci Code                         | юный Силас                |
| 2007 | с  | Воскрешая мёртвых                         | Waking the Dead                           | Марк Леннон               |
| 2007 | ки | Harry Potter and the Order of the Phoenix | Harry Potter and the Order of the Phoenix | Колин Криви (озвучивание) |
| 2012 | с  | Конец парада                              | Parade's End                              | второй лейтенант Беннетт  |